# Павел Вълков
Павел Вълков е български учен и график.
Познат е със своите акватинти, където предпочитани теми са пристанищните сюжети и романтичната архитектура на черноморското крайбрежие.

## Биография
Роден е в Бургас на 19 септември 1908 г. Завършва Художествената академия в София, специалност „Живопис“ при проф. Никола Маринов и факултативно „Графика“ при проф. Васил Захариев.
През 1953 г. става редовен доцент във Висшия институт за изобразително изкуство „Николай Павлович“ в София. Умира в разцвета на своята творческа зрелост в София през 1956 г.
За него проф. Веселин Стайков пише: „Богато надареният Павел Вълков, един от пионерите на нашата съвременна графика, беше не само много добър, искрен и последователен художник – той съчетаваше в своята светла личност още и големите качества на един истински добър и морално изграден човек.“

## Изложби
- 1937 – Бургас
- 1938 – Пловдив
- 1939 – София, Казанлък
- 1940 – Бургас
- 1941 – Силистра
- 1943 – Русе
- 1947 – София

Павел Вълков участва във всички общи художествени изложби през периода, а също и в международни изложби във Венеция, Будапеща, Братислава, Дрезден, Прага, Варшава, Виена, Москва, също в Китай и Индия.

## Паметна плоча
През 2009 г., в присъствието на сина му Росен Вълков, председателя на Дружеството на художниците в Бургас Георги Динев, много художници, писатели и близки на П. Вълков, в Бургас е поставена паметна плоча в негова чест на сградата, намираща се на мястото, където е била родната му къща на ул. „Сливница“ № 28.